# Forelius antarcticus
Forelius antarcticus (лат.) — вид муравьёв из подсемейства Dolichoderinae (триба Leptomyrmecini). Южная Америка. Эндемик Чили.

## Описание
Муравьи мелких размеров коричневого цвета (около 3 мм). Отличаются следующими признаками: голова с выпуклыми боками и задним краем с широкой, но относительно неглубокой вогнутостью посередине; в профиль широкая мезопроподеальная впадина, образованная задней поверхностью мезонотума и передней проподеальной поверхностью; проподеальный спуск вдвое длиннее его дорсальной поверхности. Дорсум переднеспинки с двумя прямыми волосками, более длинными и тонкими, чем у F. heyeri; скапус усика длиннее (SL ≥ 0,5 мм), чем у F. heyeri (SL ≤ 0,4 мм).

## Систематика
Таксон был впервые описан 1904 году швейцарскими мирмекологом Огюстом Форелем под названием Tapinoma antarcticum Forel, 1904 из Чили. В 1923 и 1933 годах другими авторами и также из Чили были описаны его младшие синонимы под названиями Tapinoma fazi Santschi, 1923 и Forelius eidmanni Goetsch, 1933. Однако, в 2021 году когда в состав рода Forelius были перенесены два вида рода Tapinoma Foerster 1850, то и вид получил именование Forelius antarcticus.

## Распространение
Южная Америка: Чили.